# Хахис-Бьолькьойо
Хахи́с-Бьолькьойо́ (рос. Хахыс-Бёлькёё) — невеликий острів в Оленьоцькій затоці моря Лаптєвих. Територіально відноситься до Якутії, Росія.
Розташований в центрі затоки, в дельті річки Оленьок. Знаходиться між протоками Кугун-Тьобюлеге на північному заході та Джангилах-Тьобюлеге на південному сході. Острів має видовжену форму, простягається з північного сходу на південний захід. Вкритий болотами й пісками.
| Росія | Це незавершена стаття з географії Росії. Ви можете допомогти проєкту, виправивши або дописавши її. |